# 长柄孩儿草
长柄孩儿草（学名：Rungia longipes）为爵床科孩儿草属的植物，是中国的特有植物。分布于中国大陆的广西等地，一般生于沟谷林中，目前尚未由人工引种栽培。
其种加词“Longipes”意为“长梗的”，“长柄的”。